# Rio Camaoi
Rio Camaoi är ett vattendrag i Brasilien.   Det ligger i delstaten Pará, i den nordöstra delen av landet, 1 400 km norr om huvudstaden Brasília.
I omgivningarna runt Rio Camaoi växer i huvudsak städsegrön lövskog. Runt Rio Camaoi är det mycket glesbefolkat, med 4 invånare per kvadratkilometer.